# جيم فولي
جيم فولي هو لاعب كرة القدم الكندية كندي، ولد في 27 أكتوبر 1946 في أوتاوا في كندا.